# Judah Folkman
Judah Folkman (Cleveland, EUA 24 de febrero de 1933 - 14 de enero de 2008) fue un biólogo, oncólogo y profesor universitario estadounidense.

## Biografía
Nació en la ciudad de Cleveland, en el estado norteamericano de Ohio, en 1933, se licenció en medicina por Universidad Estatal de Ohio y, posteriormente, por la Escuela Médica de Harvard en 1957. Tras su graduación trabajó en el Hospital General de Massachusetts, donde consiguió el rango de jefe de residentes de cirugía.
Entre 1960 y 1962, Folkman sirvió en la Armada de los Estados Unidos (U.S. Navy en inglés), donde estudió el crecimiento de los vasos sanguíneos. En 1971 publicó un artículo en la revista médica New England Journal of Medicine en el cual afirmaba que todos los tumores cancerígenos dependen de la angiogénesis, que es el proceso por el que los tumores forman un sistema vascular propio que les permite nutrirse y continuar con su desarrollo posterior, uno de los temas de estudio más importantes en la lucha contra el cáncer. A pesar de que inicialmente no contó con el apoyo de sus colegas, después de varios años en los que continuó con sus estudios sobre el tema, su teoría pasó a ser ampliamente aceptada.
Estuvo considerado como el mayor experto y fundador del campo de la angiogénesis, enfoque que tiene un gran potencial en el tratamiento del cáncer. Entre sus alumnos se encontraron personalidades de la medicina y de la ingeniería biomédica como Donald Ingber y Robert Langer.
Hasta sus últimos años en actividad, el doctor Folkman fue profesor de Biología Celular en la Escuela Médica de Harvard y dirigió el departamento de investigación quirúrgica del Children's Hospital de Boston.
En 2004 fue galardonado con el Premio Príncipe de Asturias de Investigación Científica y Técnica, junto con Tony Hunter, Joan Massagué Solé, Bert Vogelstein y Robert Weinberg, por sus estudios del sistema vascular que se desarrollan en los tumores, una de las principales bases para al tratamiento en oncología.